# Vists kyrka, Västergötland
Vists kyrka är en kyrkobyggnad belägen nedanför Vistbergen strax norr om Ulricehamn. Den tillhör sedan 1938 Ulricehamns församling (tidigare Vists församling) i Skara stift. 

## Kyrkobyggnaden
Den ursprungliga kyrkan uppfördes av gråsten under medeltiden. Dopfuntens datering talar för att detta skedde på 1200-talet. Kyrkan saknade på den tiden torn. I 1830 års inventering står ”Hon är liten, mörk, ful och utan alla dekorationer, men af sten.” Brunns och Vists församlingar ålades 1843 att uppföra en gemensam kyrka. Ett sådant gemensamt bygge hade påbörjats, då Vistborna 1888 vägrade fortsätta och istället förpliktade sig att renovera sin befintliga kyrka. År 1888 fick byggmästare Lars Emanuel Petersson i uppdrag rita en ombyggnad av kyrkan. Hans ritningar bearbetades av arkitekt Gustaf Pettersson vid Överintendentsämbetet varvid kyrkan fick en nyromansk karaktär, med bland annat en trefönstergrupp i korgaveln. Putsen var färgad med vita omfattningar. Arbetet med ombyggnaden utfördes 1891-1893. Vid rivningen av den gamla kyrkan upptäcktes en stor inmurad runsten med ett kors på och med runor längs kanten med inskriften: "Gere satte sten denna efter Gude broder sin, han dog i England". Även fann man under kyrkgolvet en del mynt från 1600- och 1700-talet samt några skadade ännu äldre mindre silvermynt.
Vid restaureringen 1939-1940 blev kyrkorummet helt omgestaltat under ledning av arkitekt Knut Nordenskjöld. Man skulle åstadkomma bättre bekvämlighet, ny uppvärmning och ”en stämningsfullare och rikare interiör”. Det fick till följd att all nygotik försvann till förmån för klassicism. Korgavelns trefönstergrupp ersattes av ett litet rundfönster med glasmålning av Yngve Lundström. Putsen målades helvit och porten kläddes med koppar. Kamin och skorsten slopades och kyrkan fick elektrisk uppvärmning och belysning. Under 1998-1999 renoverades interiören.

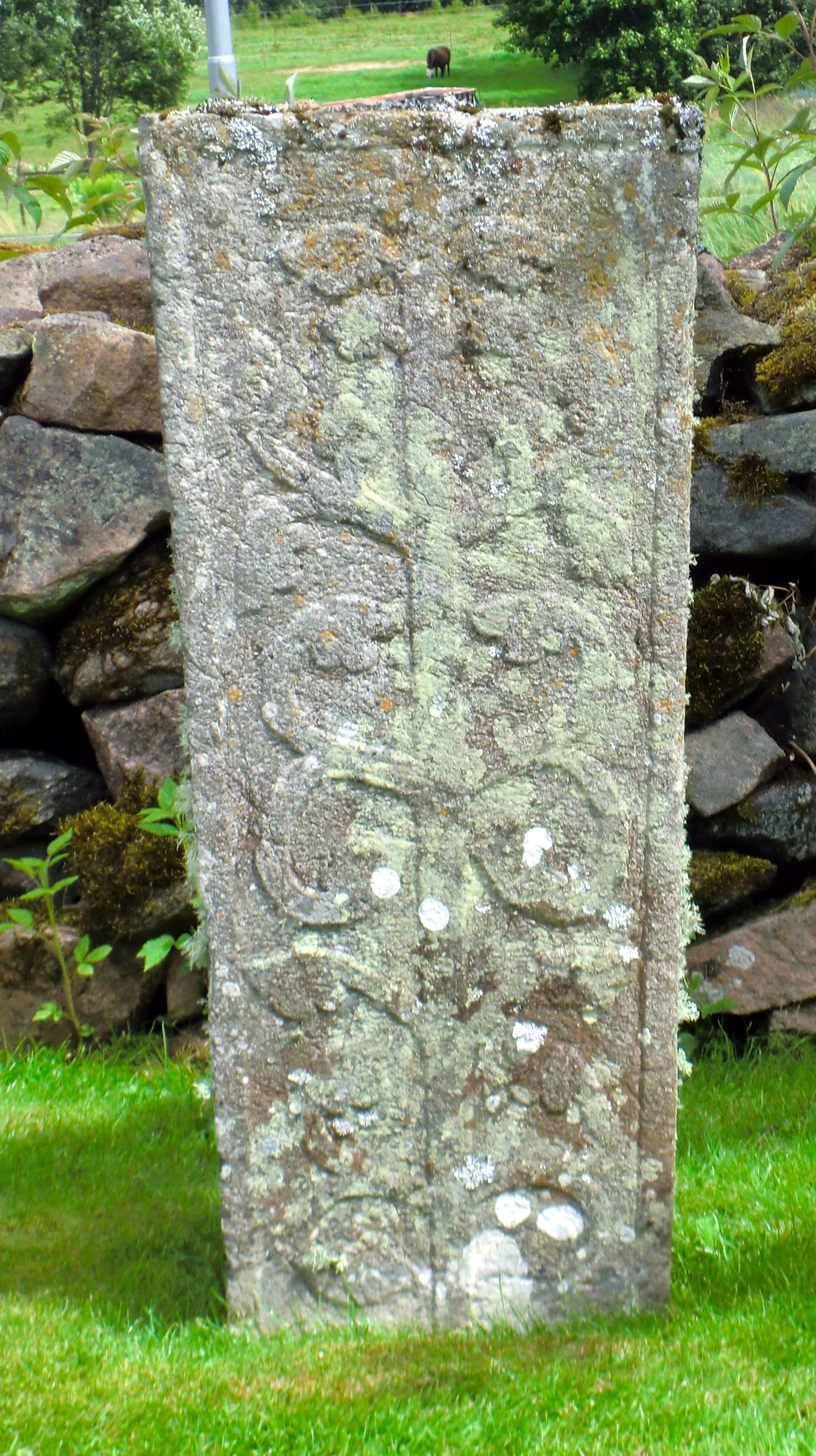
Liljesten

## Inventarier
- Dopfunten av sandsten är huggen omkring år 1300 i en typ som inspirerats av Gotlands funtar. Den är numera i två delar med höjden 72 cm då skaftet är försvunnet. Cuppan är skålformad med ett upptill utsparat bandornament och nedtill musselornamentik med sexton speglar. Foten är konisk och konkav med en 10 cm hög, rund fotplatta. Centralt uttömningshål. Funten har stora skador och är vittrad.[2]
- Altartavla utförd 1939 av Gunnar Torhamn, som föreställer nattvardens instiftelse. Den försågs 1954 med flyglar, föreställande Jesu samtal med Nikodemus, samt Jesus och kvinnan vid Sykars brunn.
- Krucifix från 1600-talet.

### Klockor
Kyrkklockorna är båda från 1700-talet. Lillklockan är daterad till 1704 och har gjutits av två klockor, tagna som krigsbyte i Polen. Den hängde först i Grovare kyrka och därefter en tid i Ulricehamns kyrka. Först 1930 kom den till Vist.

### Orglar
Huvudinstrumentet utgörs idag av en digitalorgel. Kvar på orgelläktaren står 1940 års orgelfasad byggd av Liareds orgelbyggeri efter Knut Nordenskjölds ritningar.